# توماس ماری (ورزشکار کرلینگ)
توماس ماری (انگلیسی: Thomas Murray; ۳ اکتبر ۱۸۷۷ – ۳ ژوئن ۱۹۴۴) ورزشکار کرلینگ اهل بریتانیا بود.